# Trud
Trud - Труд (rus) - és un khútor (petit poble) del krai de Krasnodar, a Rússia. Es troba a la vora esquerra del líman Sladki, format pel riu Txelbas i pel Miguta. És a 29 km al nord-oest de Kanevskaia i a 144 km al nord de Krasnodar. Pertany a l'stanitsa de Privólnaia.